# Ancistrus maculatus
Ancistrus maculatus är en fiskart som först beskrevs av Steindachner, 1881.  Ancistrus maculatus ingår i släktet Ancistrus och familjen Loricariidae. Inga underarter finns listade i Catalogue of Life.